# 굿바이 동경
굿바이 동경은 한국에서 제작된 최인현 감독의 1970년 영화이다. 장동휘 등이 주연으로 출연하였고 이원섭 등이 제작에 참여하였다.

## 출연

### 주연
- 장동휘
- 남정임
- 오지명
- 사미자

## 제작진
- 조명: 고해진